# 一ツ橋グループ
一ツ橋グループ（ひとつばしグループ）は、日本の大手出版社である小学館と集英社を中核とする企業グループ。出版社としては、講談社と光文社を中心とする「音羽グループ」や、KADOKAWAを中心とする「KADOKAWAグループ」とともに、日本の出版界における代表的な企業グループといえる。

## 概要
名称は小学館及び集英社の本社所在地である東京都千代田区一ツ橋に由来する。なお小学館の創業地ではなく、東京商科大学（現在の一橋大学）が1933年に国立市へ移転した際、跡地と旧校舎を取得してからである。
小学館を創設した相賀一族が、当時学習雑誌の出版が主体であったため、娯楽雑誌部門として集英社を設立。後に小学館自身も娯楽出版事業へ参入。1953年の組織改革以降、小学館と集英社は競争原理に基づく両者の成長・発展を促すために、独立した組織として競わせているが、出版物流、不動産事業、有価証券投資など関連会社を通じてグループ経営を行っている。
現在もオーナーである相賀一族の影響が強く、代表取締役などの経営責任者には同一族の人間が就任する同族経営である。

## グループ会社

### 国内
- 株式会社小学館[1]
  - 株式会社集英社（小学館の娯楽誌部門として独立。1960年小学館より広告業務を移管し独立した組織となる）[1]
    - 株式会社白泉社（集英社の編集受託会社として1973年12月設立。1981年集英社より販売業務を移管し独立した組織となる）[1]
    - 株式会社集英社クリエイティブ（集英社の関連会社創美社として1969年4月設立。創美社と綜合社が合併し社名変更）
    - 株式会社ホーム社（雑誌・書籍・コミックスの発行およびコミックスの編集。集英社の雑誌「週刊ホーム」の受託編集のため1969年8月設立）
    - 株式会社集英社インターナショナル（集英社の雑誌「PLAYBOY日本版」の受託編集のため1994年5月設立）
    - 株式会社千代田スタジオ（写真撮影、動画撮影、編集、スタジオ運営）
    - 株式会社集英社ビジネス（不動産の賃貸・管理業務、保険代理店。旧広和商事）
    - 株式会社一ツ橋企画（書店向け公開サイトの運営・s‐bookのカスタマーサービス・共有書店マスタの管理・物販在庫管理業務・ジャンプキャラクターズストア関連業務・デジタルコンテンツ管理業務）
    - 集英社サービス株式会社（集英社の営業・販売促進）
    - 株式会社集英社アーツ&デジタル（集英社のデジタル部門から分離。メディア事業運営支援・EC事業運営支援・マンガコンテンツ事業運営支援・ソリューション事業・動画制作事業。旧Project8）
      - 株式会社ZONA（映像制作会社。2018年10月グループ化[2]）

    - 株式会社集英社EP（ジャンプフェスタ等のイベント事業の運営）
    - 株式会社日本アート・センター（出版物の校閲校正。河出書房新社の関連会社として設立され1968年独立、2021年3月に集英社グループ入り。）
    - 株式会社集英社ゲームズ（コンシューマー、PC、スマートフォンでのデジタルゲームの企画・開発・販売 およびアナログゲームの企画・開発・販売[3]）
    - 株式会社集英社TOON FACTORY（デジタル漫画の企画、制作及び販売。シャインパートナーズ株式会社との共同出資会社）

  - 株式会社一ツ橋マネジメント（グループ会社の経理業務、給与業務、経営コンサルティング業務。株主は小学館49％・集英社47％）
    - 株式会社オービービー（不動産業[4]）
    - 株式会社プレジデント社（一ツ橋マネジメントが出資）[1]

  - 株式会社昭和ブライト（雑誌・書籍の製版・組版・DTP及び漫画データの制作。旧昭和写真製版所。株主は小学館・集英社・昭和図書）
    - 双葉写植[5]
      - 宏和写植[5]

  - 昭和図書株式会社（一ツ橋グループの物流会社）
    - 株式会社出版ネット&ワークス（一ツ橋グループ以外の物流受託）

  - 小学館不動産株式会社（不動産業。旧小学館建物。株主は小学館51.1％・集英社48.9％）
    - 株式会社一ツ橋ビルマネージメント（不動産管理・賃貸業務、レンタルオフィス事業）

  - 株式会社小学館パブリッシング・サービス（小学館の営業・販売促進。小学館・照林社発行雑誌の定期購読。一ツ橋図書と小学館サービスが合併し社名変更）
  - 株式会社小学館クリエイティブ（三友社が吸収分割により表現研究所と一ツ橋美術センターの事業を継承し社名変更）
    - 株式会社アイプロダクション（デジタルコミックの企画・編集・制作、コミックスの編集・制作・発行）

  - 株式会社数理計画（出版情報システム事業、環境コンサルタント事業、ビジネスソリューションシステム事業[6]。株主は小学館、集英社、CAC Holdings）
    - 株式会社インフォメーションリテラシー（ITアウトソーシング）

  - 株式会社小学館集英社プロダクション（旧小学館プロダクション、集英社の出資により社名変更。株主は小学館・集英社・白泉社[7]）
    - 株式会社小学館アカデミー（小学館集英社プロダクションから分離。小学館アカデミー保育園・ベビーシッターのHAS・だっこルームをはじめとする総合保育サービス事業）

  - 株式会社小学館スクウェア（自費出版の制作・販売、ノベルティグッズの企画・販売、小学館の所有する写真スタジオの管理・運営、神保町シアターの運営管理業務。1969年10月株式会社新企画社設立、2002年3月有限会社小学館スクウェアを吸収合併し社名変更）
  - 株式会社祥伝社（相賀徹夫の個人出資会社からグループ入り。）[1]
  - 株式会社小学館メディアプロモーション（小学館の雑誌・Web広告の代理店。旧一ツ橋メディア・レップ）
  - 株式会社照林社（医療・看護系の出版）
  - 株式会社小学館ミュージック&デジタル エンタテイメント（小学館プロダクションから分離。映像コンテンツ制作、音楽出版等）
  - 株式会社九段パルス（特例子会社、マッサージ業）
  - 株式会社ネットアドバンス（「知識」をテーマとした電子コンテンツ・パブリッシング）
  - 株式会社小学館ナニング（漫画単行本・企画本の編集受託、漫画制作。2010年8月設立）
  - 株式会社キッズカラー（保育士支援・子育て支援を軸とするWebサービスの運営・開発。2018年6月資本業務提携[8]）
  - 株式会社Tokyo Otaku Mode（Eコマース、キャラクターグッズ商品化、セカイロジ事業。2023年11月21日子会社化[9]）
  - 株式会社エイトリンクス（電子書籍事業・ITソリューション・e-Sports事業・研究開発・映像スタジオ事業、本と人をマッチングするサービス「ホンシェルジュ」運営、書店員による選書サービス「ブックカルテ」運営、子ども向け動画配信サービスの「Prairie Kids」及びオンラインイベント配信予約サービス「Prairie Live（プレイリーライブ）」の提供。2019年11月に株式会社リンクトデータと株式会社エイト・ソーシャルウェアが合併し設立。）
    - 株式会社ヴイ・フォーク（音声スタジオ事業。2020年9月子会社化）
    - 株式会社リグネ（出版データ分析サービス事業。2020年9月子会社化）

  - 株式会社Candee（動画広告、LIVEコンテンツの企画制作。2023年7月31日子会社化[10]）
  - 株式会社小学館CODEX（『週刊ポスト』『女性セブン』などの雑誌・書籍・WEBメディアの編集受託）
  - 株式会社MERY（「MERY」の運営、マーケティングに関する各種コンサルティング事業、制作受託事業、Eコマース事業、小学館メディアのサポート業務、新デジタルメディアの開発。設立時はDeNAとの共同出資会社だったが現在は資本関係を解消している）
  - 株式会社こどもりびんぐ（育児情報メディア「あんふぁん」「ぎゅって」事業）
  - 株式会社kotoba（日本語および外国語の辞書またはそれに類するものの企画立案、原稿作成、編集）
  - 株式会社小学館インクリオ（小学館が運営する教育関連Webの業務委託）
  - 株式会社小学館レガーレ
  - 株式会社小学館LX（学びに関連する領域での事業展開、EdTech領域における革新的なサービスや技術を保有する スタートアップ企業への出資等）
    - 株式会社COMPASS（学習コンテンツの制作・配信。2019年12月にグループ化[11]）
    - 株式会社SasaeL（校務支援のソフトウェア開発・運営）

  - 株式会社THRUSTER（XR技術を使ったビジネスを開発[12]）
  - 株式会社MAG.NET（国内・海外市場におけるマンガ・アニメコンテンツの商品販売事業。小学館と丸紅、丸紅フォレストリンクスの共同出資会社）
  - 株式会社C-POT（小学館とDIGITALIOの共同出資会社）
  - 株式会社STUDIO SEED（フルカラー縦スクロール漫画の制作スタジオ）
  - 株式会社昭通（総合広告会社、旧昭和通信社）
  - 株式会社尚学図書（かつて国語・英語の高等学校用教科書を発行。）
  - 株式会社ビズ・コミュニケーションズ・ジャパン（かつてコミックスを発行。）

### 海外
- 上海碧日諮詢事業有限公司（ビズ・メディア・上海）
- VIZ Media,LLC.（ビズ・メディア） - 株主は小学館40%、集英社40%、小学館集英社プロダクション20%
- 台湾小学館 - 教育事業会社。株主は小学館、小学館集英社プロダクション
- 小学館アジア - シンガポールにある小学館の東南アジアにおける事業拠点
- 集英万梦（上海）实业有限公司（株主は集英社:51%、バンダイナムコホールディングス:47％、ベネリック株式会社2％）
- VME PLB SAS
- Shogakukan Production Holdings

## 関連会社
- 株式会社集英社DeNAプロジェクツ（出資比率 DeNA：51％ 集英社：49%）
- 株式会社ミキハウス&小学館プロダクション（三起商行と小学館集英社プロダクションの共同出資会社。ミキハウスキッズパル・ミキハウス英会話くらぶの運営。）

## 関連法人
- 一般財団法人日本児童教育振興財団
- 公益財団法人一ツ橋綜合財団
- 公益財団法人一ツ橋文芸教育振興会

## その他出資先
- ヒーローズ（木下グループ、小学館クリエイティブが出資）
- ミキハウス子育て総研（三起商行、小学館集英社プロダクション、他が出資）
- 文化放送（小学館が17.1%の株を保有する主要株主。講談社など他出版社も出資）
- CAC Holdings（小学館が18.37%の株を保有する主要株主）
- PubteX（丸紅34.8%、丸紅フォレストリンクス16.3%、講談社16.3% 、集英社16.3%、小学館16.3%[13]）
- ジャパン マンガ アライアンス（アニメイト、KADOKAWA、講談社、集英社、小学館の5社による合弁会社）
- コミック・コミュニケーション（講談社、小学館、創業者、東宝の共同出資会社）
- アニメタイムズ（エイベックス・ピクチャーズの子会社、集英社と小学館と小学館集英社プロダクションが出資）
- Catalyst・Data・Partners（カルチュア・コンビニエンス・クラブの子会社、小学館と集英社が出資）
- メディアドゥ（小学館と集英社が出資）
- and factory（小学館、集英社、白泉社が出資）
- ビーグリー（日本テレビホールディングスの持分法適用関連会社、小学館が出資）
- ベビカム（デジタル・アドバタイジング・コンソーシアムの持分法適用関連会社、小学館が出資）
- パス・コミュニケーションズ（小学館が出資）
- dot（小学館が出資[14]）
- ウィブックス（元小学館編集者が創業。小学館グループが出資[15]）
- JOEN（CloverWorks、ウィットスタジオ、アニプレックス、集英社の4社共同出資会社）
- REMOW株式会社（集英社、集英社DeNAプロジェクツ、小学館集英社プロダクションが出資）

## 過去のグループ会社
- セレンディップ（コンピュータ関連書籍の出版社。2009年解散）
- 小学館イマージュ（美術品販売事業。小学館のダイレクトマーケティング部門から分離。2022年2月清算結了）
- 演劇出版社（歌舞伎雑誌「演劇界」の出版社。2007年にグループ入り。2023年2月清算結了）
- ポスネット（ポスティング会社。小学館集英社プロダクションの元グループ会社。現在は図書館流通センターの関連会社）